# Masato Sakai
Pour les articles homonymes, voir Sakai (homonymie).
Masato Sakai (堺 雅人, Sakai Masato), né le 14 octobre 1973 à Kobe (Japon), est un acteur et seiyū japonais.

## Biographie
Masato Sakai est marié avec l'actrice et chanteuse Miho Kanno.

## Filmographie partielle

### Au cinéma
- 2000 : Kasei no waga ya (ja) : Tôru
- 2000 : La Déesse de 1967 (The Goddess of 1967) : J.M.'s Friend
- 2000 : Himawari : Yuichi Hirano
- 2001 : Harikomi : Yasuo Arakawa
- 2001 : Koko ni irukoto : Maeno, Etsurô
- 2002 : When the Last Sword Is Drawn (壬生義士伝, Mibu gishi den?) de Yōjirō Takita : Sōji Okita
- 2003 : Sky High de Ryūhei Kitamura
- 2006 : Hachimitsu to kurôbâ : Shuji Hanamoto
- 2006 : Kabe-otoko : Nishina
- 2007 : Sukiyaki Western Django : Taira no Shigemori
- 2008 : Afutâ sukûru : Kimura
- 2008 : Climber's High (クライマーズ・ハイ, Kuraimāzu hai?) de Masato Harada : Tatsuya Sayama
- 2008 : Jaji no futari : Son
- 2009 : Jeneraru rûju no gaisen : Koichi Hayami
- 2009 : Rasshu raifu : Kurosawa
- 2009 : Nankyoku ryôrinin
- 2009 : Kuhio taisa
- 2010 : Gôruden suranbâ : Aoyagi Masaharu
- 2010 : Ban'yuuki
- 2010 : Bushi no kakeibo : Naoyuki
- 2011 : Tezuka Osamu no budda: Akai sabaku yo! Utsukushiku : Chapra (voix)
- 2011 : Nichirin no isan
- 2011 : Tsure ga utsu ni narimashite. : Mikio Takazaki
- 2012 : Kagi-dorobô no mesoddo (Key of Life) : Sakurai
- 2012 : Sono yoru no samurai : Kenichi Nakamura
- 2012 : Ôoku: Eien - Emonnosuke · Tsunayoshi-hen : Emonnosuke
- 2012 : Himawari to koinu no 7-kakan : Shoji Kanzaki
- 2017 : Destiny: The Tale of Kamakura : Masakazu Isshiki
- 2018 : Kita no Sakuramori - Shujiro Ezure

### À la télévision
- 2005 : Engine (série télévisée)
- 2012-2014 : Legal High : Kensuke Komikado

## Voix françaises
Alexis Victor et Emmanuel Curtil sont ses voix françaises récurrentes à l'exception de Youth Litterature où c'est Frédéric Courant qui le double.